# (11774) Jerne
(11774) Jerne (1128 T-3) – planetoida z pasa głównego asteroid okrążająca Słońce w ciągu 5,6 lat w średniej odległości 3,15 j.a. Odkryta 17 października 1977 roku.